# Тетіївська сотня
Тетіївська сотня — військово-адміністративна одиниця у складі Кальницького полку Війська Запорозького. Адміністративний центр — сотенне містечко Тетіїв.

## Історія
Сформована 1648 року сотником Феськом Федченком та хорунжим Стасем. За Зборівським договором 1649 року сотня з 79-ма козаками входила до складу Кальницького полку. З 1651 року належить до Паволоцького полку.